# Anamaria Nesteriuc
Anamaria Nesteriuc (* 29. Juni 1993 in Cluj-Napoca) ist eine rumänische Hürdenläuferin, die sich auf die 100-Meter-Distanz spezialisiert hat.

## Sportliche Laufbahn
Erste internationale Erfahrungen sammelte Anamaria Nesteriuc im Jahr 2012, als sie bei den Juniorenweltmeisterschaften in Barcelona mit 14,03 s in der ersten Runde ausschied. Im Jahr darauf gewann sie bei den Balkan-Hallenmeisterschaften in Istanbul in 8,63 s die Silbermedaille im 60-Meter-Hürdenlauf und im Sommer schied sie bei den U23-Europameisterschaften in Tampere mit 13,61 s im Vorlauf aus. 2014 gewann sie bei den Balkan-Hallenmeisterschaften in 8,48 s die Bronzemedaille und bei den Freiluftmeisterschaften in Pitești wurde sie disqualifiziert. 2015 wurde sie bei den Balkan-Hallenmeisterschaften in 8,41 s Vierte und scheiterte im Sommer bei den U23-Europameisterschaften in Tallinn mit 13,89 s erneut im Vorlauf. Auch bei den Balkan-Hallenmeisterschaften 2016 klassierte sie sich in 8,27 s auf dem vierten Platz und bei den Freiluftmeisterschaften gewann sie in 13,44 s die Bronzemedaille. Zudem startete sie erstmals bei den Europameisterschaften in Amsterdam, schied jedoch mit 13,41 s in der ersten Runde aus. Im Jahr darauf wurde sie bei den Balkan-Hallenmeisterschaften in Belgrad im Hürdensprint disqualifiziert und siegte dafür mit der rumänischen 4-mal-400-Meter-Staffel in 3:44,86 min und schied danach bei den Halleneuropameisterschaften ebendort mit 8,24 s im Vorlauf aus. Im Juli gewann sie bei den Balkan-Meisterschaften in Novi Pazar in 13,19 s die Silbermedaille über 100 m Hürden und gewann mit der 4-mal-100-Meter-Staffel in 46,45 s ebenfalls Silber. Daraufhin nahm sie an der Sommer-Universiade in Taipeh teil und belegte dort in 13,35 s den fünften Platz und gewann mit der 4-mal-400-Meter-Staffel in 3:34,16 min die Bronzemedaille hinter den Teams aus Polen und Mexiko. 2018 siegte sie bei den Balkan-Hallenmeisterschaften in Istanbul in 8,17 s und schied anschließend bei den Hallenweltmeisterschaften in Birmingham mit 8,32 s in der ersten Runde aus. Im Sommer belegte sie bei den Balkan-Meisterschaften in Stara Sagora in 13,44 s den fünften Platz und erreichte anschließend bei den Europameisterschaften in Berlin das Halbfinale, in dem sie mit 13,26 s ausschied.
2019 gewann sie bei den Balkan-Hallenmeisterschaften in 8,27 s die Bronzemedaille über 60 m Hürden und anschließend nahm sie im Juni an den Europaspielen in Minsk teil, bei denen sie nach 14,34 s auf Rang 23 gelangte. Im Jahr darauf gewann sie bei den Balkan-Hallenmeisterschaften in Istanbul in 8,21 s die Bronzemedaille und bei den Freiluftmeisterschaften in Cluj-Napoca gewann sie in 13,32 s die Silbermedaille im Hürdensprint und siegte mit der rumänischen 4-mal-100-Meter-Staffel in 46,11 s. 2021 siegte sie bei den Balkan-Hallenmeisterschaften in Istanbul in 8,13 s und wurde kurz darauf bei den Halleneuropameisterschaften in Toruń im Vorlauf disqualifiziert. Ende Juni gewann sie bei den Balkan-Meisterschaften in Smederevo in 13,17 s die Bronzemedaille über 100 m Hürden und auch mit der rumänischen 4-mal-100-Meter-Staffel gewann sie in 45,82 s Bronze. Im Jahr darauf verteidigte sie bei den Balkan-Hallenmeisterschaften in Istanbul in 8,07 s ihren Titel über 60 m Hürden und schied anschließend bei den Hallenweltmeisterschaften in Belgrad mit 8,13 s im Halbfinale aus. Im Juni belegte sie bei den Balkan-Meisterschaften in Craiova in 13,61 s den fünften Platz über 100 m Hürden. 2023 wurde sie bei der 2. Liga der Team-Europameisterschaft im Rahmen der Europaspiele in Chorzów in 13,30 s Erste im B-Lauf über 100 m Hürden und kam mit der 4-mal-100-Meter-Staffel nicht ins Ziel. Anschließend gewann sie bei den Balkan-Meisterschaften in Kraljevo in 13,04 s die Bronzemedaille hinter der Zyprerin Natalia Christofi und Nika Glojnarič aus Slowenien und sicherte sich im Staffelbewerb in 45,97 s die Silbermedaille hinter dem serbischen Team. Im August gewann sie bei den Spielen der Frankophonie in Kinshasa in 13,20 s die Silbermedaille hinter Sidonie Fiadanantsoa aus Madagaskar und sicherte sich zudem in der 4-mal-100- und 4-mal-400-Meter-Staffel jeweils die Bronzemedaille. Im Jahr darauf belegte sie bei den Balkan-Hallenmeisterschaften in Istanbul in 8,24 s den siebten Platz über 60 m Hürden. Im Juni schied sie bei den Europameisterschaften in Rom mit 14,09 s in der ersten Runde über 100 m Hürden aus. 2025 gelangte sie bei den Balkan-Hallenmeisterschaften in Belgrad mit 8,24 s auf den fünften Platz über 60 m Hürden. 
In den Jahren von 2012 bis 2014 und von 2016 bis 2018 sowie 2020, 2021 und 2023 wurde Nesteriuc rumänische Meisterin im 100-Meter-Hürdenlauf und 2013 und 2017 sowie 2018 und 2024 siegte sie auch in der 4-mal-100-Meter-Staffel sowie 2017 zusätzlich in der 4-mal-400-Meter-Staffel. Zudem wurde sie zwischen 2014 und 2022 jedes Jahr Hallenmeisterin über 60 m Hürden.

## Persönliche Bestzeiten
- 100 m Hürden: 13,02 s (+0,2 m/s), 15. Juli 2023 in Craiova
  - 60 m Hürden (Halle): 8,07 s, 5. März 2022 in Istanbul